# Hadrodactylus seminiger
Hadrodactylus seminiger là một loài tò vò trong họ Ichneumonidae.